# Ferrari F2008
Der Ferrari F2008 war der 41. Formel-1-Rennwagen der Scuderia Ferrari. Mit diesem Fahrzeug bestritt das Team alle 18 WM-Läufe der Formel-1-Weltmeisterschaft 2008. 

## Präsentation
Die Präsentation des Ferrari F2008 fand am 6. Januar 2008 in Maranello vor rund 80 Journalisten statt. Damit präsentierte Ferrari als erstes Team sein neues Auto. Bereits einen Tag später folgte durch Kimi Räikkönen die erste Testfahrt auf der hauseigenen Rennstrecke in Fiorano.

## Lackierung und Sponsoren
Der F2008 war wie sein Vorgänger komplett rot lackiert.
Hauptsponsor war Philipp Morris mit seiner Zigarettenmarke Marlboro. Ferrari war das einzige Team, das 2008 trotz des Tabakwerbeverbots als Hauptsponsor einen Zigarettenhersteller hatte. Obwohl Ferrari die Marlboro Logos in Bahrain, Monaco und China hätte verwenden dürfen, verzichtete Ferrari auch bei diesen Rennen auf den Schriftzug. So kam es, dass während der gesamten Saison der Markenname durch einen Strichcode angedeutet und in keinem Rennen zu sehen war. Nur bei den Testfahrten vor der Saison war Ferrari mit Marlboro Logos unterwegs.
Etihad Airways kam als neuer Sponsor hinzu und warb auf der Rückseite des Heckflügels.

## Technik und Entwicklung
Der F2008 wurde von Aldo Costa, Nikolas Tombazis und John Iley konstruiert. Aerodynamisch wurde der Wagen an einigen Stellen verfeinert und bekam zusätzliche Flügel. Der Radstand wurde etwas verkürzt, um in langsamen Kurven Performance zu gewinnen. Wie in den Jahren zuvor wurde der F2008 vom Ferrari Typ 056 angetrieben.
Größte technische Neuerung war die Einführung einer Einheitselektronik (SECU). Diese wurde von McLaren unter Mithilfe von Microsoft entwickelt und anderen Teams zur Verfügung gestellt. Technische Hilfen wie Traktionskontrolle oder eine Startautomatik wurden 2008 verboten und abgeschafft.

## Fahrer
Ferrari setzte auch in der Saison 2008 auf die Fahrerpaarung Kimi Räikkönen und Felipe Massa. Räikkönen startete als Weltmeister mit der Nummer 1, Massa mit der Nummer 2.

## Erfolge
Ferrari erzielte mit dem F2008 jeweils acht Pole-Positions und Siege. Insgesamt erzielten Räikkönen und Massa 172 Punkte, wodurch das Team die Konstrukteurswertung zum 16. Mal gewinnen konnte. Räikkönen konnte seinen Fahrertitel nicht verteidigen.

## Ergebnisse
| Fahrer               | Nr.                  | 1   | 2   | 3 | 4 | 5 | 6 | 7   | 8 | 9  | 10 | 11  | 12  | 13  | 14 | 15 | 16 | 17 | 18 | Punkte | Rang |
| -------------------- | -------------------- | --- | --- | - | - | - | - | --- | - | -- | -- | --- | --- | --- | -- | -- | -- | -- | -- | ------ | ---- |
| Formel-1-Saison 2008 | Formel-1-Saison 2008 |     |     |   |   |   |   |     |   |    |    |     |     |     |    |    |    |    |    | 172    | 1.   |
| K. Räikkönen         | 01                   | 8*  | 1   | 2 | 1 | 3 | 9 | DNF | 2 | 4  | 6  | 3   | DNF | 18* | 9  | 15 | 3  | 3  | 3  | 172    | 1.   |
| F. Massa             | 02                   | DNF | DNF | 1 | 2 | 1 | 3 | 5   | 1 | 13 | 3  | 17* | 1   | 1   | 6  | 13 | 7  | 2  | 1  | 172    | 1.   |

| Legende  | Legende            | Legende                                                          |
| Farbe    | Abkürzung          | Bedeutung                                                        |
| -------- | ------------------ | ---------------------------------------------------------------- |
| Gold     | –                  | Sieg                                                             |
| Silber   | –                  | 2. Platz                                                         |
| Bronze   | –                  | 3. Platz                                                         |
| Grün     | –                  | Platzierung in den Punkten                                       |
| Blau     | –                  | Klassifiziert außerhalb der Punkteränge                          |
| Violett  | DNF                | Rennen nicht beendet (did not finish)                            |
| Violett  | NC                 | nicht klassifiziert (not classified)                             |
| Rot      | DNQ                | nicht qualifiziert (did not qualify)                             |
| Rot      | DNPQ               | in Vorqualifikation gescheitert (did not pre-qualify)            |
| Schwarz  | DSQ                | disqualifiziert (disqualified)                                   |
| Weiß     | DNS                | nicht am Start (did not start)                                   |
| Weiß     | WD                 | zurückgezogen (withdrawn)                                        |
| Hellblau | PO                 | nur am Training teilgenommen (practiced only)                    |
| Hellblau | TD                 | Freitags-Testfahrer (test driver)                                |
| ohne     | DNP                | nicht am Training teilgenommen (did not practice)                |
| ohne     | INJ                | verletzt oder krank (injured)                                    |
| ohne     | EX                 | ausgeschlossen (excluded)                                        |
| ohne     | DNA                | nicht erschienen (did not arrive)                                |
| ohne     | C                  | Rennen abgesagt (cancelled)                                      |
| ohne     | keine WM-Teilnahme |                                                                  |
| sonstige | P/fett             | Pole-Position                                                    |
| sonstige | 1/2/3/4/5/6/7/8    | Punktplatzierung im Sprint-/Qualifikationsrennen                 |
| sonstige | SR/kursiv          | Schnellste Rennrunde                                             |
| sonstige | *                  | nicht im Ziel, aufgrund der zurückgelegten Distanz aber gewertet |
| sonstige | ()                 | Streichresultate                                                 |
| sonstige | unterstrichen      | Führender in der Gesamtwertung                                   |